# 百老匯街 (雪梨)
百老汇街（英語：Broadway），又译博樂維街、卑律威街，是澳大利亚新南威尔士州悉尼内城区的一条道路。这条街是歐迪模（路北）和捷賓達利（路南）两个市区的分界线。百老匯街也是城区的一个所在。
百老匯街把乔治街的南端连接到巴拉马打道和城市路在维多利亚公园的交汇处。百老匯街和巴拉马打路也是大西部高速公路的一部分。

## 历史
百老匯街在历史上的重要性体现在它是当初新南威尔士殖民地建于1974年的最早的道路之一。百老匯街曾被称作“乔治南街”以及随后的“乔治西街”。1906年中央车站建成并且乔治西街拓宽之后，铁路广场所在的这条街，开始以百老匯街（The Broadway）为人所知（后来英文名字被简称为Broadway）。
十九世纪早期，沿着巴拉马打路前往巴拉马打要收取通行费，并且从现在铁路广场所在的地方开始计费。收费口随后移到了大约是现在百老匯街和巴拉马打路交汇的地方。
百老匯街曾是一个主要的零售中心，在90年的时间里曾是连锁百货商店格雷斯兄弟的旗舰店所在的地方。另外一家旗舰店在湾街（Bay Street）。伊丽莎白二世女王1954访问澳大利亚时曾经参观了这里。百老匯街上的零售业后来日渐萧条而格雷斯兄弟百货也于1995年关门。如今这个地方包含西边的百老匯街购物中心和东边的Hotel UniLodge Sydney。
这条街的南边本来是一个啤酒厂。2006年12月酒厂关闭后这块地被Fosters集团的Frasers Property于2007年6月29日买下。这个地方被改造成一个多功能综合体并起名叫中央花园，包括一个大约6500平方米的新公园、由让·努维尔设计的中央公园公寓，以及Patrick Blanc的”垂直花园“杰作。UTS塔对面的中央公园（One Central Park）是一个公寓综合楼，在低层附带一个叫Central的购物中心。

## 交通
20世纪前半页，百老匯街曾是一个繁忙的有轨电车的通道，直到1958年这条线路关闭。从那之后百老匯街就成了一个从中心商务区开往内西区的巴士的运营起点。

## 教育
不少教育机构坐落在百老匯街上或者其附近，包括悉尼科技大学（UTS）、圣母大学、悉尼大学以及新南威爾斯州TAFE的悉尼分支机构。
悉尼科技大学在百老匯街上有很强的存在感。UTS塔是百老匯街上最高的建筑物，同时也是悉尼的一个地标。这座以粗野主义风格设计的建筑曾经被称作悉尼最丑的建筑之一。由Denton Corker Marshall设计的百老匯街上的一个临近的建筑于2014年建成。也有计划说要重修UTS塔的矮墙。

## 其他建筑物

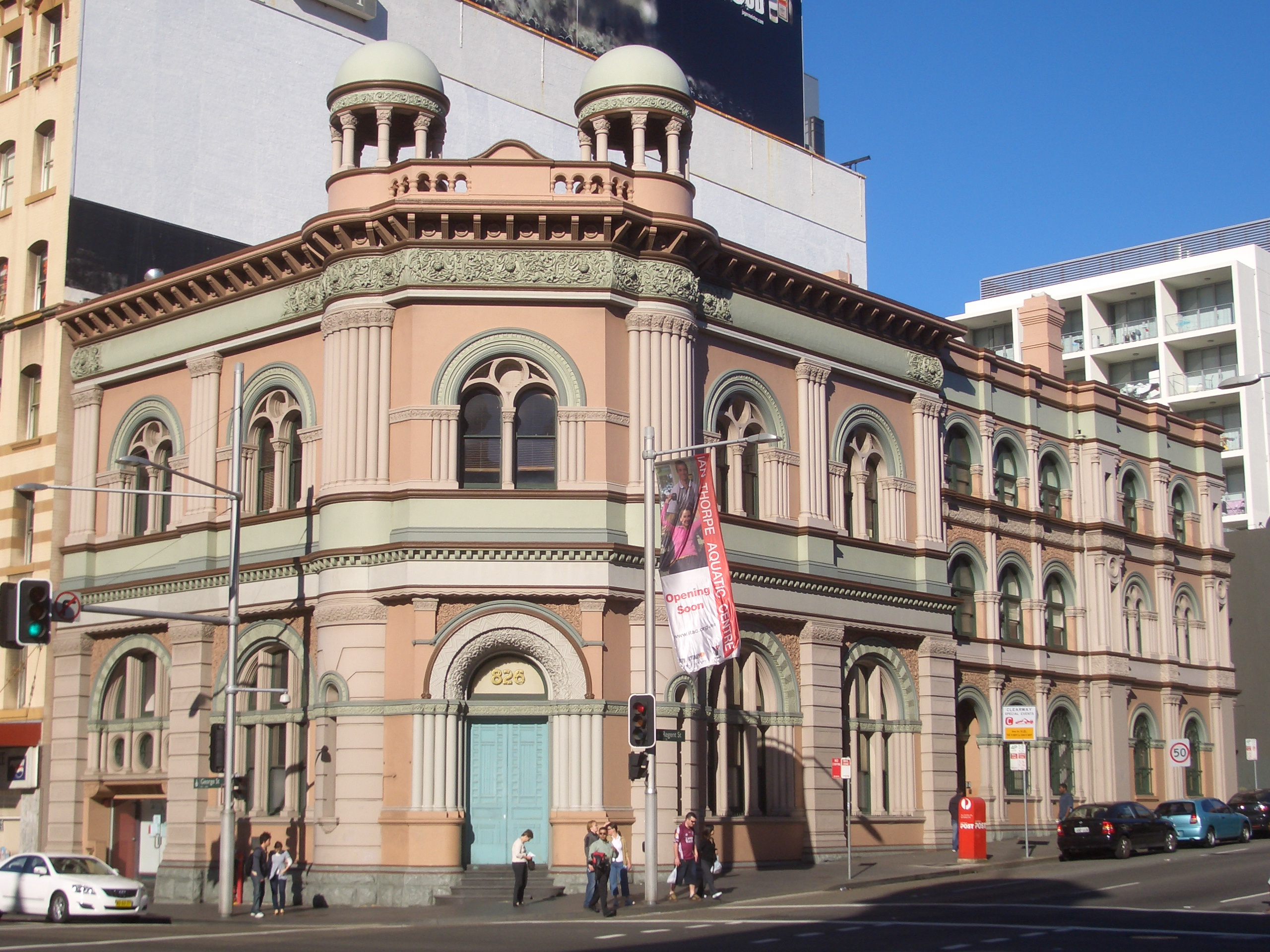
大使馆会议中心是建于1890年代的历史建筑，当时是新南威尔士银行的第一家分行
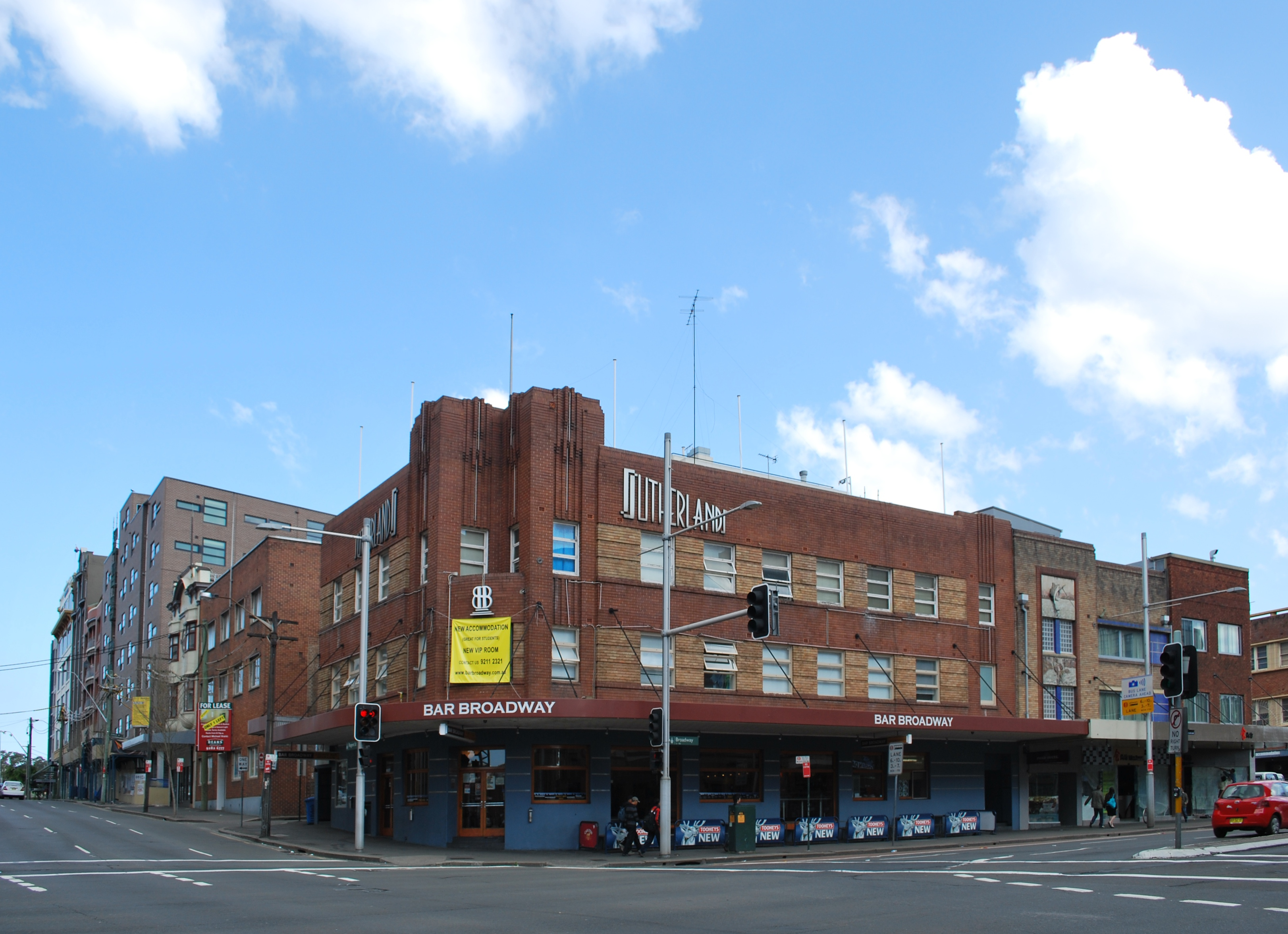
百老匯街上的酒吧
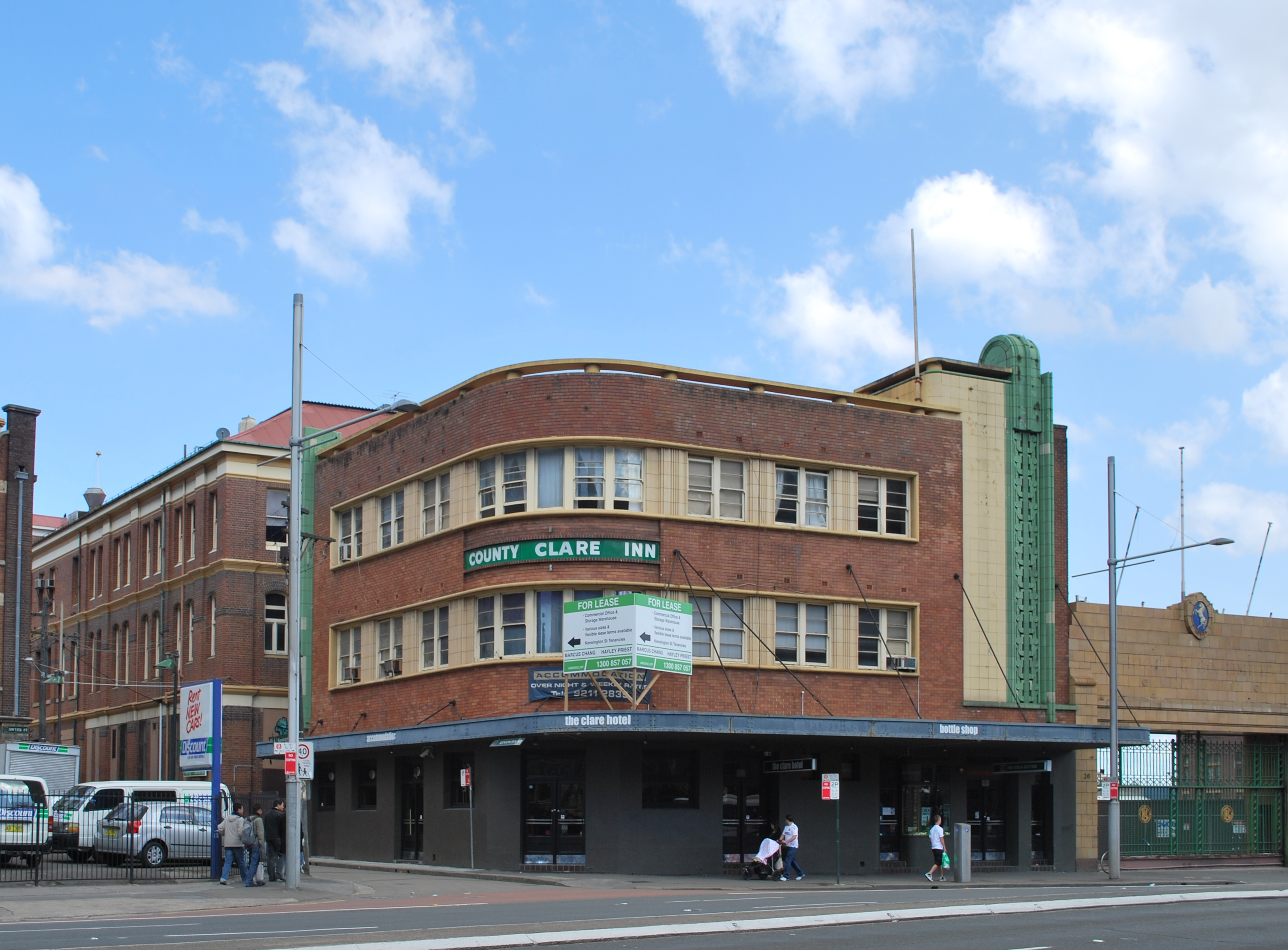
Clare酒店
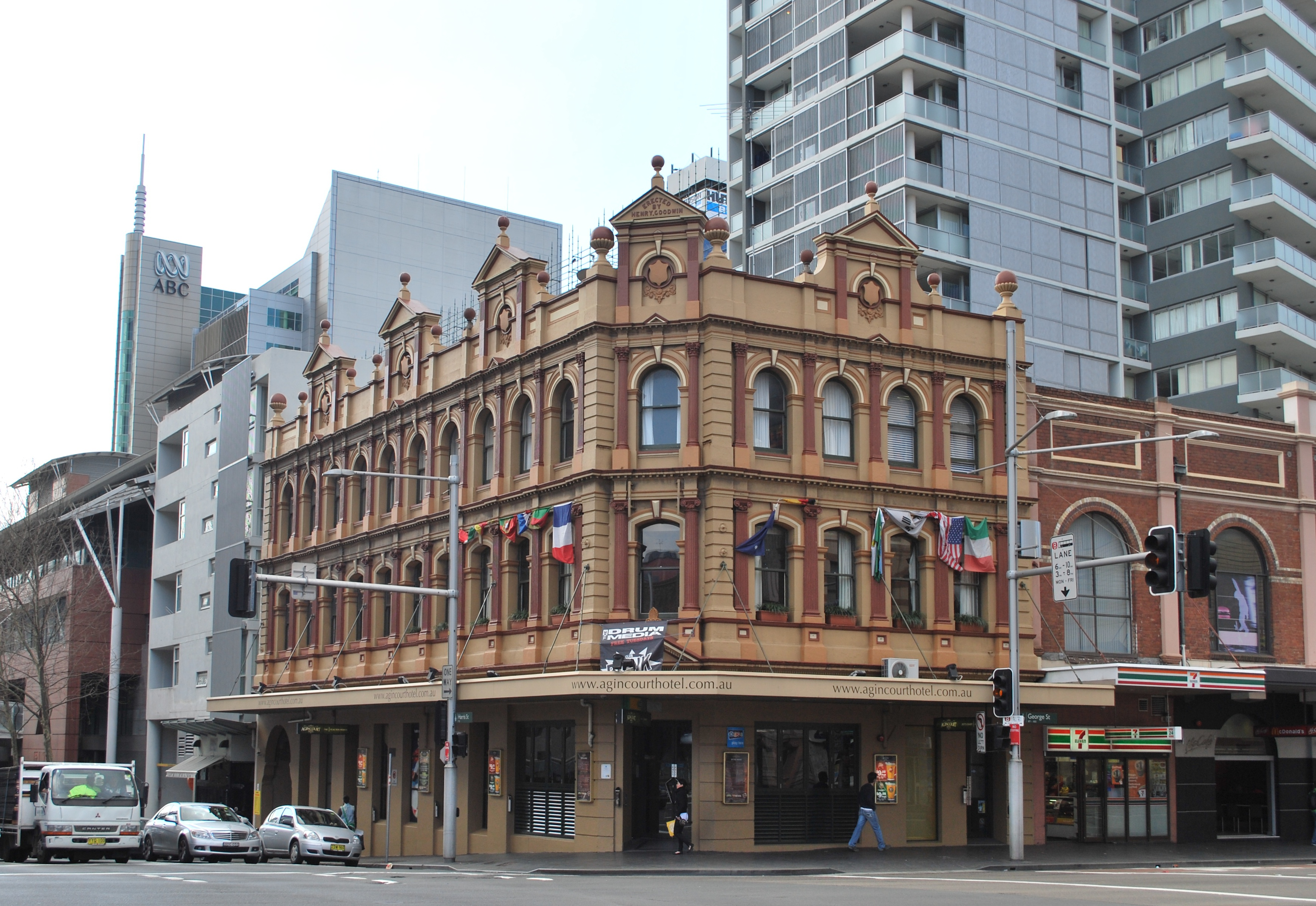
Agincourt酒店
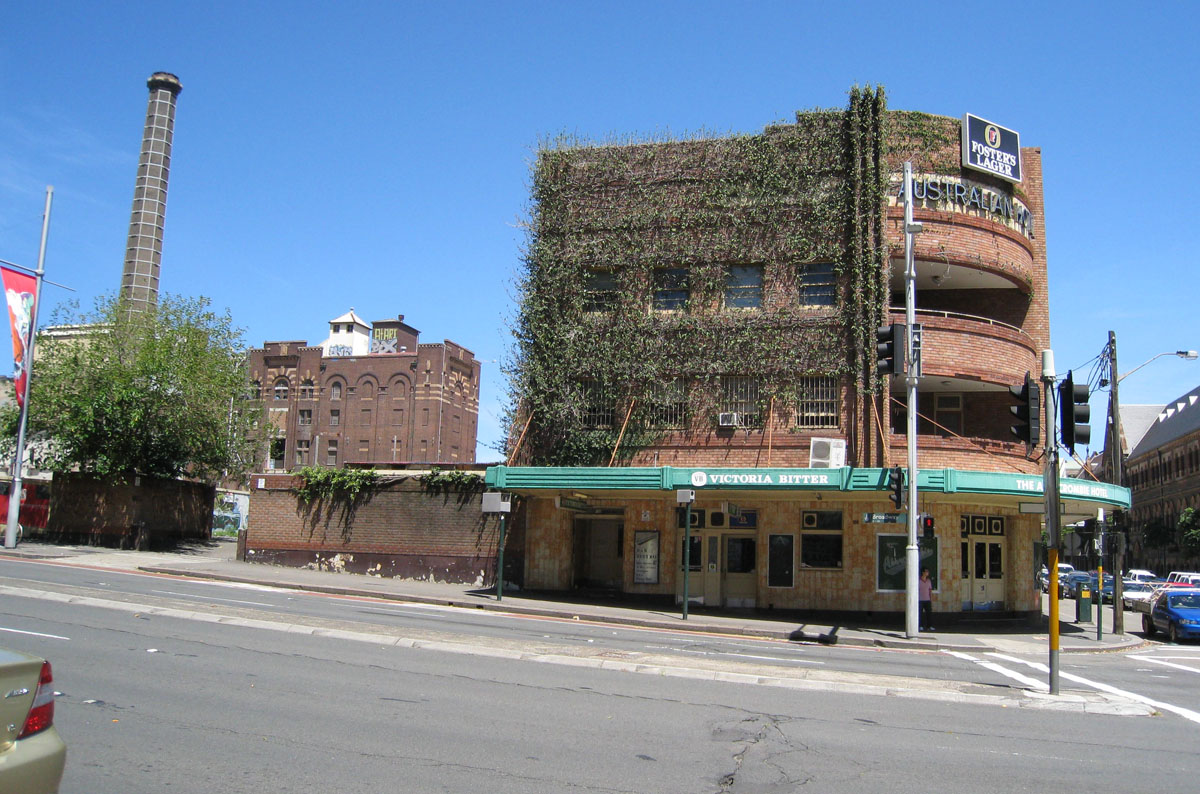
亞碧哥林卑酒店
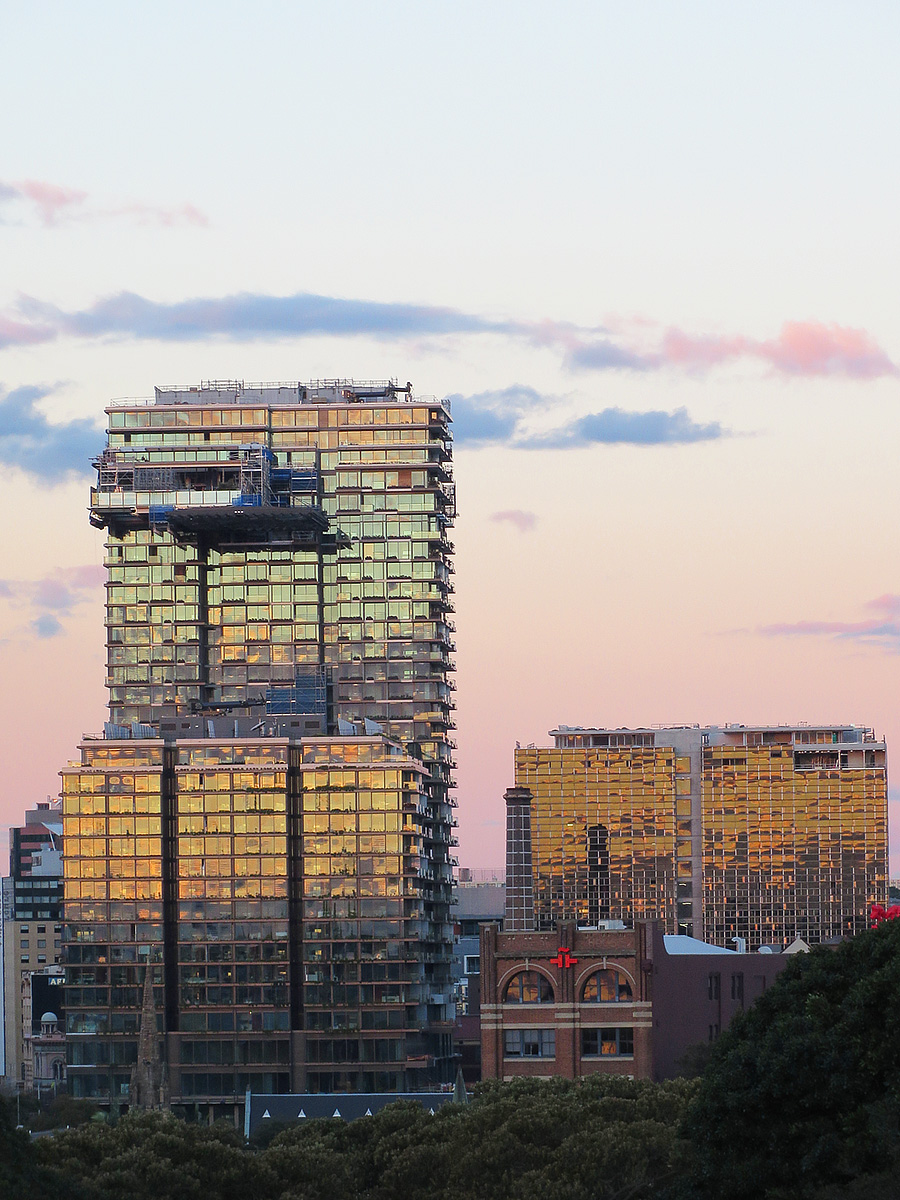
中央公园公寓1
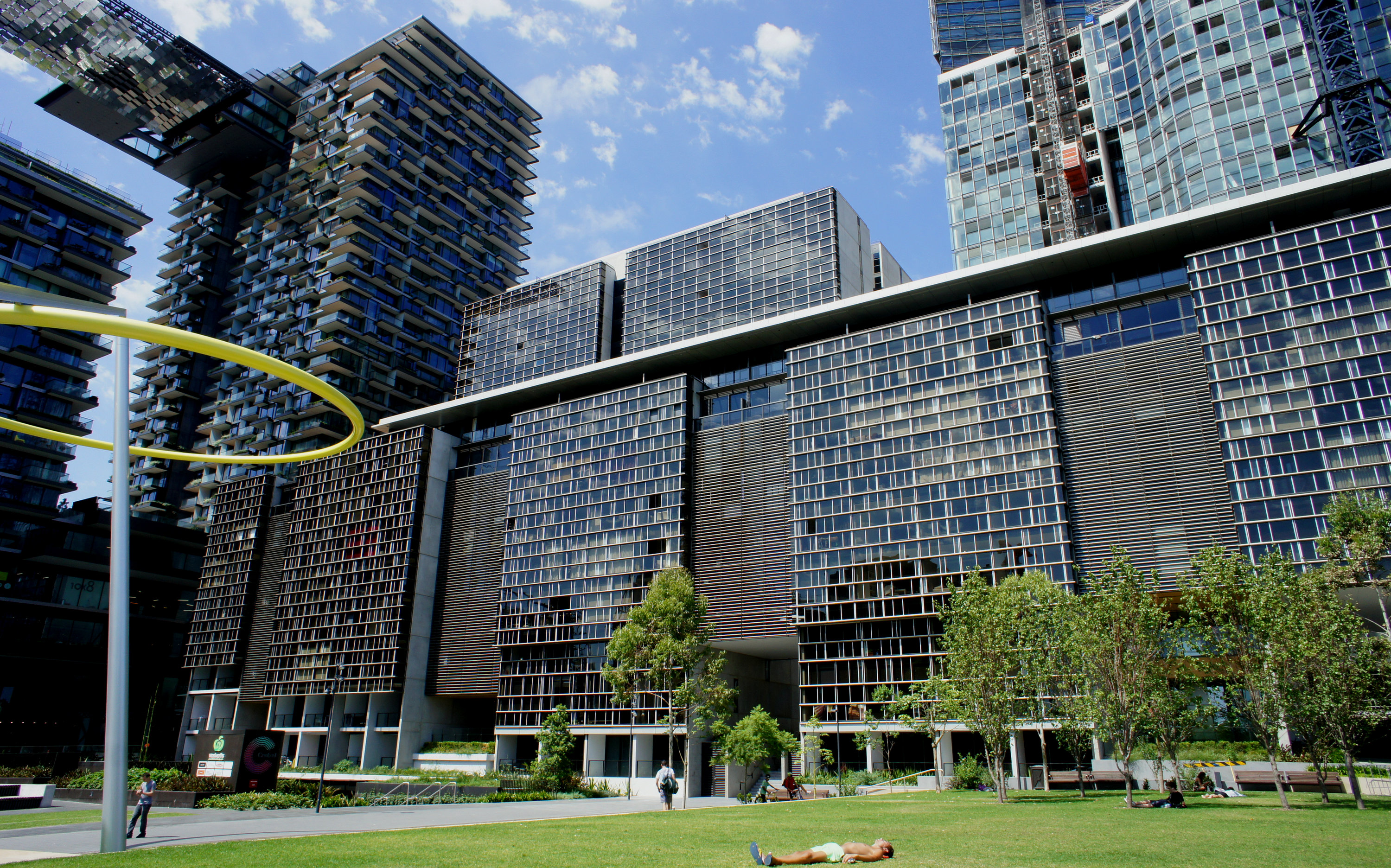
中央公园公寓2
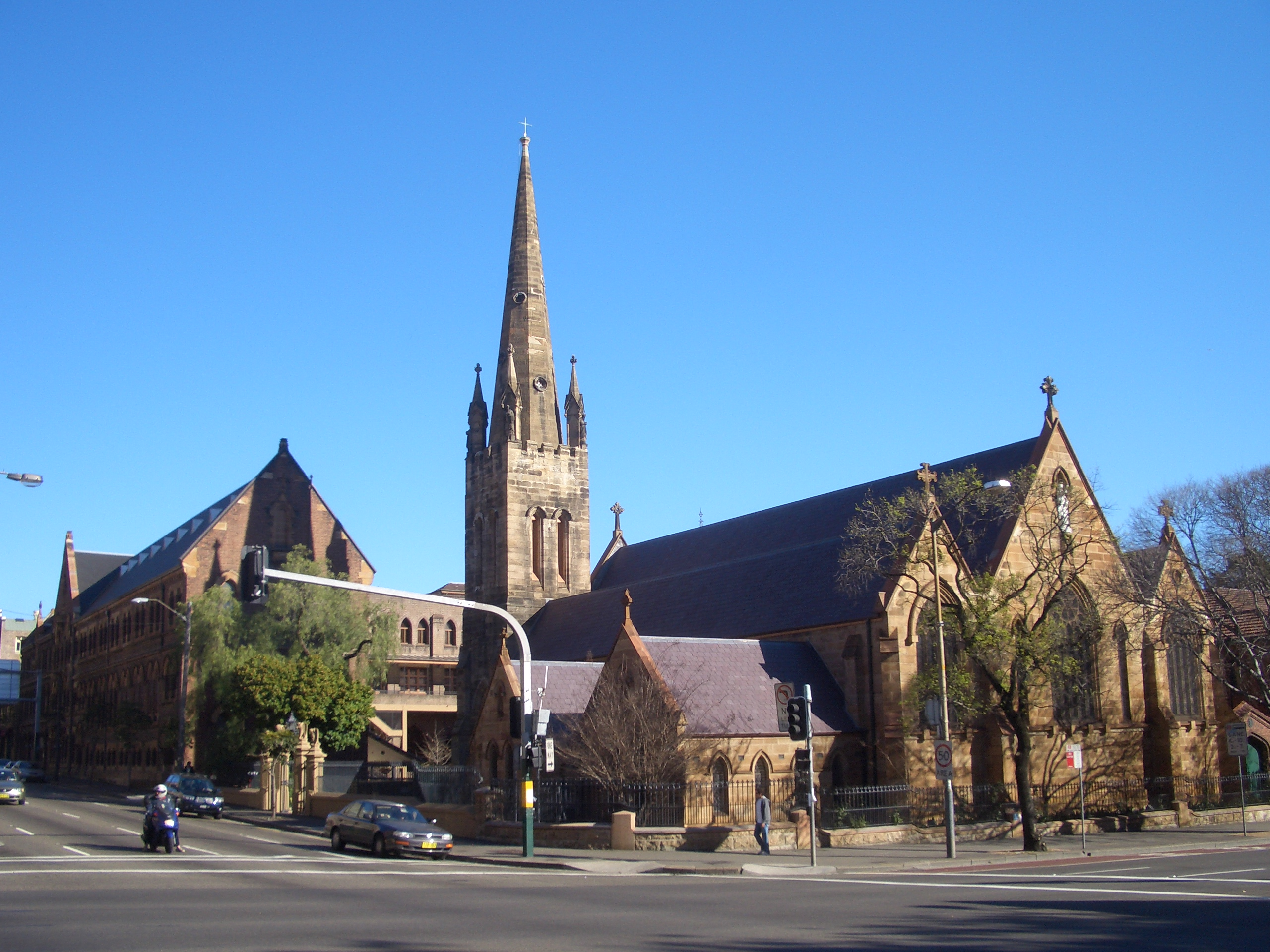
圣母大学和前面的圣本篤堂
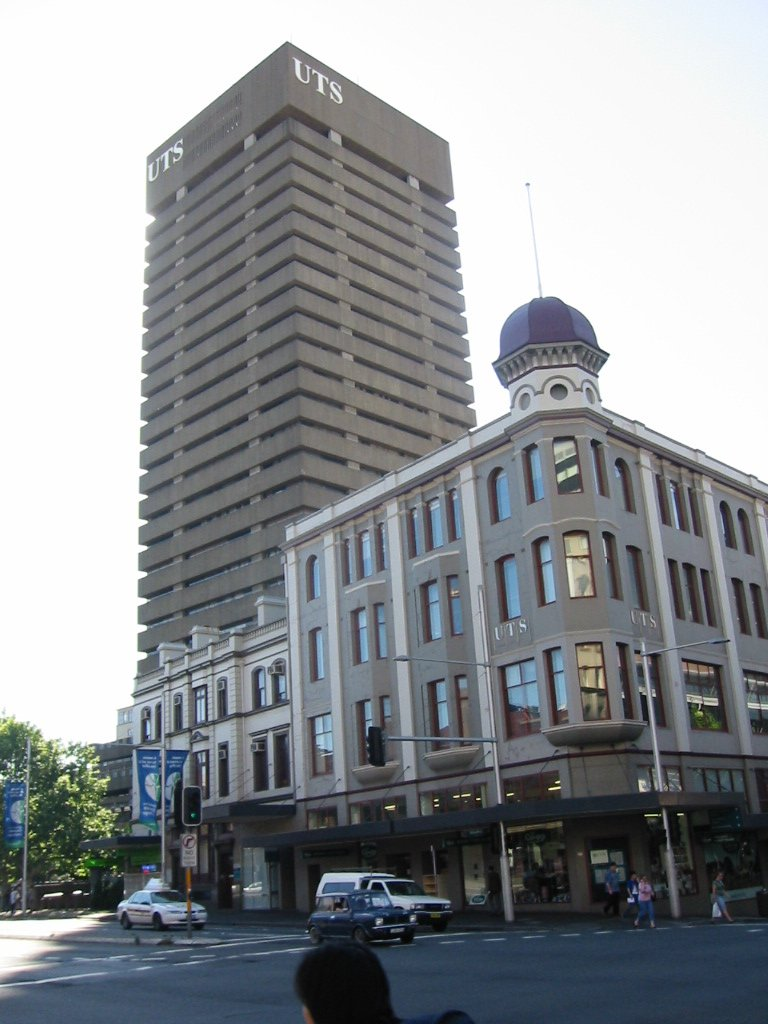
被悉尼人认为伤眼的悉尼科技大学的UTS塔